# Zbrodniarz i panna

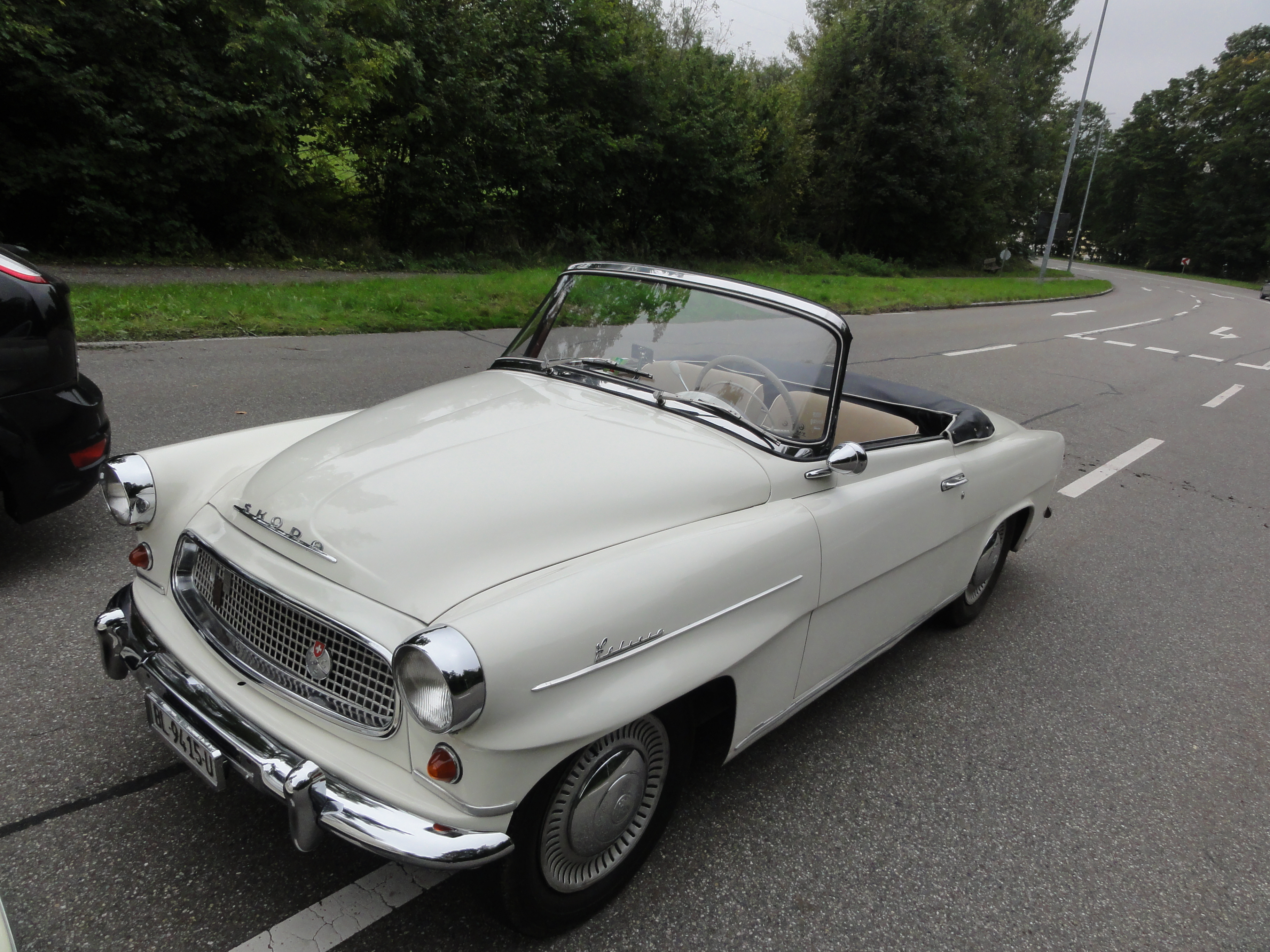
Kabriolet Škoda Felicia, jakim poruszają się jako wczasowicze Małgorzata i kapitan Ziętek

Zbrodniarz i panna – polski film fabularny z 1963 w reżyserii Janusza Nasfetera.
Plenery: Kołczewo, Międzyzdroje, Świnoujście.

## Opis fabuły
Toczy się śledztwo w sprawie morderstwa i rabunku. Milicja ma tylko jeden trop – kasjerkę Małgorzatę, która przez chwilę widziała zabójcę. Prowadzący dochodzenie kapitan Ziętek zabiera dziewczynę do nadmorskiego kurortu, w którym prawdopodobnie przebywa morderca, gdzie udają wczasowiczów. Przestępca wymyka się jednak milicji, a co gorsza, to on rozpoznaje Małgorzatę i postanawia ją zabić, żeby wyeliminować jedynego świadka poprzedniej zbrodni. Mimo opieki Ziętka bohaterka znajduje się w śmiertelnym niebezpieczeństwie.

## Obsada
- Ewa Krzyżewska – Małgorzata Makowska
- Zbigniew Cybulski – Jan Ziętek, kapitan MO
- Edmund Fetting – Kapliński
- Piotr Pawłowski – Rogulski
- Gustaw Lutkiewicz – inżynier Tadeusz Wróblewski
- Adam Pawlikowski – Henryk Zawadzki
- Mieczysław Milecki – pułkownik MO
- Ignacy Machowski – chorąży Szymański
- Ewa Wiśniewska – Marysia Kłosek
- Krystyna Bryl – manikiurzystka w hotelu
- Helena Grossówna – recepcjonistka w hotelu
- Krzysztof Kowalewski – podwładny chorążego Szymańskiego